# Pas un n'échappera
Pour plus de détails, voir Fiche technique et Distribution.
Pas un n'échappera (None Shall Escape) est un film de procès américain réalisé par André de Toth et sorti en 1944.
Il s'agit d'un des films pionniers sur la représentation de la shoah, qui donne à voir des juifs déportés être abattus par arme à feu après s'être révoltés,,.

## Synopsis
Dans un tribunal installé à Varsovie, un officier du Reich, Wilhelm Grimm, est accusé de meurtres et d'exactions. Sont convoqués, comme témoins à charge : un prêtre catholique, le frère de l'accusé et son ex-épouse, l'institutrice Marja Pacierkowski. Leurs dépositions personnelles, inscrites dans l'histoire, permettent de mieux comprendre, mais non d'excuser, l'itinéraire particulier de Wilhelm Grimm. À l'issue du procès, le responsable nazi plaide non coupable et clame : « Nous nous relèverons toujours ».

## Fiche technique
- Titre français : Pas un n'échappera[4]
- Titre original : None Shall Escape
- Réalisation : André de Toth
- Scénario : Lester Cole d'après une histoire de Alfred Neumann et Joseph Than
- Photographie : Lee Garmes, noir et blanc
- Musique : Ernst Toch
- Direction artistique : Lionel Banks et Perry Smith
- Décors de plateau : Frank Tuttle
- Producteur : Samuel Bischoff
- Société de production : Columbia Pictures
- Société de distribution : Columbia Pictures
- Pays de production :  États-Unis
- Format : Noir et blanc — 35 mm — 1,37:1 — Son : Mono (RCA Sound System)
- Genre : Film dramatique, Film de guerre
- Durée : 85 minutes
- Dates de sortie : 
  - États-Unis : 3 février 1944
  - France : 4 février 1948[4]

## Distribution
- Alexander Knox : Wilhelm Grimm, l'officier nazi
- Marsha Hunt : l'institutrice Marja
- Henry Travers : le prêtre Warecki
- Erik Rolf : Karl Grimm
- Richard Crane : Willi Grimm
- Richard Hale : le rabbin Levi
- Kurt Kreuger : lieutenant Gersdorf

## Autour du film
L'action se situe en Pologne, au lendemain de la Seconde Guerre mondiale. Le film relate le procès d'un dignitaire nazi qui doit répondre de ses agissements. De plus, par l'évocation de certaines scènes de massacres, Pas un n'échappera reflète l'expérience personnelle d'André de Toth. Celui-ci filma, en effet, pour une agence d'actualités, des phases de l'invasion nazie en Pologne. Dénué de tout sentimentalisme et pourvu d'une solide base historique, le scénario, dû à Lester Cole, essaie de remonter aux origines les plus lointaines du drame allemand et de la propagation de l'idéologie nazie. Le film met, néanmoins, en garde contre toute mansuétude à l'égard des responsables de crimes contre l'humanité. Avec une évidente clairvoyance (le copyright du film date de 1943), Pas un n'échappera indique, d'ailleurs, dans son titre, inspiré du livre de Jérémie (44, 14 - "Et il n'y aura ni fugitif ni survivant pour le reste de Juda...), que "nul n'échappera à la sentence."

## À noter
- Il faut signaler que les deux principaux interprètes du film, Alexander Knox et Marsha Hunt, firent partie de la liste noire dressée à l'époque du maccarthisme, au début des années 1950. Quant au scénariste Lester Cole, il fut un des Dix d'Hollywood qui durent comparaître devant la Commission sur les activités anti-américaines (HUAC) en 1947.